# V Congresso do Partido Operário Social-Democrata Russo

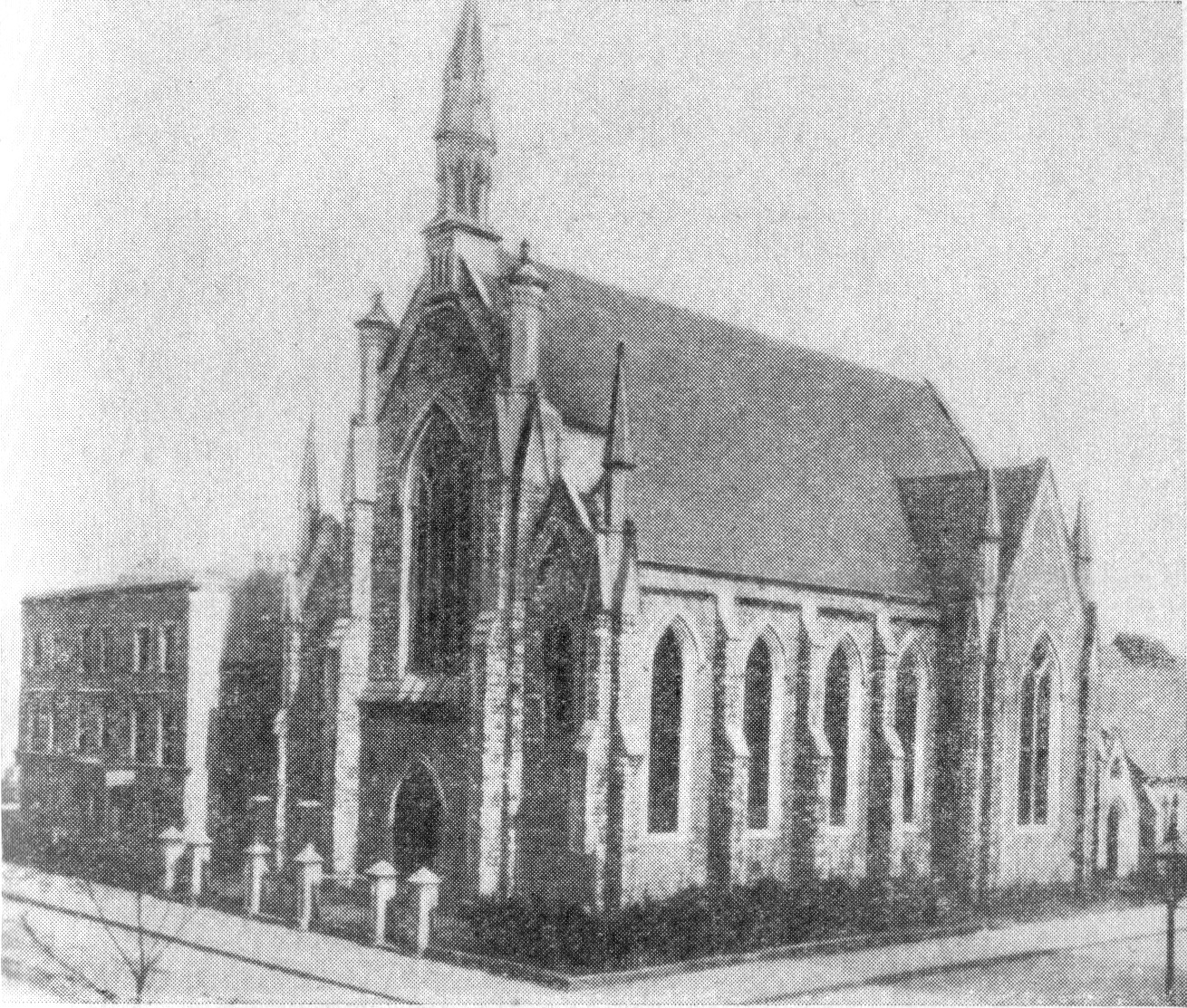
Igreja da Irmandade em Southgate Road, em Londres, onde foram realizadas sessões do congresso

O V Congresso do Partido Operário Social-Democrata Russo (POSDR) foi realizado em Londres ente 13 de maio e 1 de junho de 1907. O V Congresso teve a maior participação dos congressos do partido unificado. Trinta e cinco sessões do Congresso foram realizadas na Igreja da Irmandade em Hackney, durante as quais ocorreram debates tempestuosos.

## Delegações
338 delegados participaram do Congresso. Havia:
- 105 delegados bolcheviques, representando 33 mil membros
- 97 delegados mencheviques representando 43 mil membros
- 59 delegados da Bund representando 33 mil membros
- 44 delegados social-democratas poloneses (SDKPiL), representando 28 mil membros
- 29 delegados social-democratas da Letônia, representando 13 mil membros
- 4 delegados "não-facção"

300 dos delegados tinham direito a voto. Vladimir Lenin foi um delegado, representando a região do Alto Kama.

## Debates

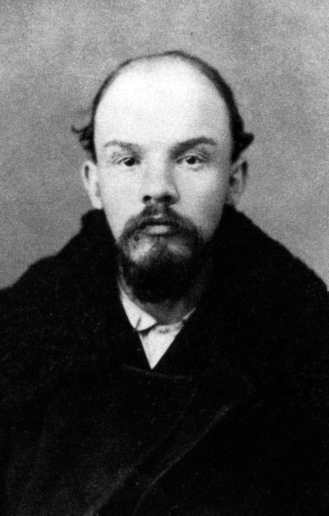
Fotografia de polícia de Vladimir Lenin, dezembro de 1895

Durante o Congresso, as facções bolchevique e menchevique do partido entraram em conflito. Os bolcheviques argumentaram a favor dos preparativos para uma revolta armada contra o domínio czarista, que o líder menchevique Julius Martov denunciou como "golpista". Outra discordância foi como o partido deveria se relacionar com o movimento sindical. Os mencheviques defenderam a criação de um 'Congresso dos Trabalhadores', como um primeiro passo para transformar a agremiação em um partido social-democrata legal, no estilo da Europa Ocidental.
Em ambas as questões, os bolcheviques foram apoiados pelos social-democratas poloneses e letões, garantindo uma maioria revolucionária no Congresso.
Nos confrontos entre os lados bolchevique-polonês-letão e menchevique-bundista, Leon Trótski (que havia escapado do cativeiro) atuou como intermediário (participando como delegado sem direito a voto). Tendo adotado uma posição "centrista", era a única pessoa no Congresso que podia mediar entre os dois lados.
Outra questão debatida foram "expropriações". Para apoiar suas atividades políticas, o POSDR e outros grupos revolucionários na Rússia (como o Partido Socialista Revolucionário e várias facções anarquistas) usaram "expropriações", um eufemismo para assaltos à mão armada de escritórios do governo ou empresas privadas. Lenin e os bolcheviques mais militantes apoiaram "desapropriações" contínuas, enquanto os mencheviques defendiam uma abordagem não violenta da revolução. O V Congresso aprovou uma resolução que condenava a participação ou assistência a todas as atividades violentas, incluindo "desapropriações", como "desorganizadoras e desmoralizantes", e pedia que todas as milícias partidárias fossem desfeitas. Esta resolução passou com 65 por cento de apoio e 6 por cento de oposição (outros se abstiveram ou não votaram). Todos os mencheviques e até alguns bolcheviques votaram a favor. Ironicamente, uma das "expropriações" mais famosas (o assalto ao banco de Tíflis em 1907, organizado por um pequeno grupo de bolcheviques) ocorreu apenas algumas semanas após essa votação.

## Disputa de nomes
Outra controvérsia surgiu sobre a nomeação do Congresso. Os bolcheviques referiram-se à reunião como o "Quinto Congresso". Um delegado, Fyodor Dan, se opôs a esse nome. Em 1905, os bolcheviques realizaram um "Terceiro Congresso", que os mencheviques e a Bund não reconheceram como uma reunião oficial do partido. Portanto, eles objetaram que a reunião de 1907 fosse designada como "Quinto Congresso". O delegado da Bund L. G. Shapiro propôs o nome "Congresso de Londres do Partido Social-Democrata da Rússia", que foi adotado.

## Eleição
Embora o Congresso tenha visto várias vitórias para os bolcheviques, nas eleições para o Comitê Central e o conselho editorial do jornal, Sotsial-Demokrat, nenhuma das facções russas obteve a maioria. Os social-democratas poloneses e letões, que estavam preocupados com a divisão bolchevique-menchevique, apoiaram os dois lados em vários momentos. O recém-eleito Comitê Central tinha doze membros efetivos e 22 suplentes:
| Facção                 | Membros plenos | Membros suplentes |
| ---------------------- | -------------- | ----------------- |
| Bolcheviques           | 5              | 10                |
| Mencheviques           | 4              | 7                 |
| SDKPiL                 | 2              | 3                 |
| Social-democracia letã | 1              | 2                 |

O Comitê Central eleito estava fortemente dividido em linhas faccionais e não podia funcionar como uma liderança do partido unificado. No final do congresso, os delegados bolcheviques elegeram um centro da facção liderado por Lenin.
Mais tarde, dois membros da Bund foram incluídos no Comitê Central, Raphael Abramovitch e Mikhail Liber.